# 馬賽戰役
馬賽戰役發生於1944年8月21日至28日，是第二次世界大戰西線中的一場戰役，由塔西尼將軍的指揮的法國第1集團軍，成功突入了法國南部。
在8月28日，自由法國成功解放了馬賽，為龍騎兵行動的大獲成功奠定了基礎。

## 註腳
1. ↑  Anthony Tucker-Jones,126
2. ↑  Anthony Tucker-Jones,95
3. 1 2  Anthony Tucker-Jones,112
4. ↑  : 19.   [2022-01-23]. （原始内容存档于2007-03-12）. （页面存档备份，存于）